# Karel Tihelka
Karel Tihelka (12. července 1898 Bučovice – 16. července 1973 Brno) byl moravský archeolog, který se specializoval na období starší doby bronzové.

## Život
Studoval kněžský seminář, který nedokončil, a v letech 1916–1918 sloužil na italské frontě první světové války. Po jejím skončení působil od roku 1919 jako učitel, nejprve v okolí Bučovic a posléze od roku 1936 v Brně. Souběžně s učitelskou praxí studoval na filosofické fakultě Masarykovy university archeologii a historii (1931–1939), ale promoval až v roce 1947. Působil v Moravském zemském muzeu, od roku 1948 jako vedoucí pravěkého oddělení, v letech 1952–1956 jako ředitel. V roce 1957 přešel do brněnské pobočky Archeologického ústavu ČSAV, kde byl na pozici zástupce ředitele až do roku 1966. V roce 1959 získal titul kandidáta věd (CSc.).
Specializací Karla Tihelky se postupně stalo období starší doby bronzové, kultury únětická a věteřovská. V této souvislosti prováděl výzkumy na archeologických lokalitách, z nichž nejvýznamnější byl výzkum na Cezavách u Blučiny v letech 1948–1960. Spolupracoval s katedrou prehistorie na FF MU (FF UJEP), kde řadu let přednášel.
Zastával významné funkce v Moravském zemském muzeu, v brněnském archeologickém ústavu a přednášel na katedře prehistorie filosofické fakulty Masarykovy university.

## Publikace
- Sídliště únětické a středodunajské mohylové kultury v Brně-Černých Polích, Časopis Moravského muzea XXXIV, 1949, 138-164.
- Moravská únětická pohřebiště, Památky archeologické XLIV, 1953, 229 328.
- Cezavy u Blučiny ve světle archeologických výzkumů a nálezů, Brno 1957.
- Moravský věteřovský typ, Památky archeologické LI, 1960, 27-135.
- Moravský věteřovský typ II. ŠZ 8, Nitra 1962.
- Hort- und Einzelfunde der Únětitcer Kultur und der Věteřover Typus in Mähren FAM 4, Brno 1965.
- Velatice culture burials at Blučina FAP 13, Praha 1969.